# Dadaroma
Dadaroma (estilizado em maiúsculas) foi uma banda japonesa de rock do movimento visual kei, formada em Tóquio, em outubro de 2014 por Yoshiatsu, Takashi, Tomo e Yusuke (substituído por Ryohei em 2018). Fazendo parte da gravadora Timely Records, lançaram 7 álbuns de estúdio e 11 singles e encerraram as atividades em maio de 2020.

## História

### 2014–2016: Início, "Oboreru Sakana",dadaism#1e#2

Logotipo da banda

O Dadaroma começou em novembro de 2014 participando de um evento de suporte a compra de medicamentos para tratar a AIDS, chamado Hope and Live. Estrearam na música com o a canção "Oboreru Sakana" (溺れる魚) acompanhada de um videoclipe e seu primeiro show ao vivo aconteceu em 11 de janeiro do ano seguinte, na casa de shows "RUIDO K4" em Shinjuku. Neste show, divulgaram o lançamento de seu primeiro mini-álbum, "dadaism#1", que foi as lojas em 21 de fevereiro de 2015 e vendeu todas as cópias disponíveis.
No mês de julho, em um show gratuito em Shinjuku Blaze, a banda lançou o tipo B seu novo single, "Ame no Waltz" (雨のワルツ) e também anunciaram um futuro single, "Saishuu Dennsha" (最終電車) e um futuro álbum, dadaism#2. Quando o videoclipe de Saishuu Dennsha (最終電車) chegou no canal do YouTube oficial do Dadaroma em 1 de setembro, ficou fora do ar por algum tempo devido ao conteúdo sexual. As vendas do single de duas faixas começaram no dia 2 de setembro. Em outubro, a banda liberou as vendas de um single em comemoração ao Halloween.
Depois do lançamento oficial do dadaism#2, que era previsto para ser um álbum completo mas foi ao ar como mini álbum, o videoclipe de "Lucid Dream" foi ao ar no canal oficial da banda no YouTube. O single "Neji (螺子)" foi lançado em um show de aniversário do guitarrista Takashi em comemoração, acompanhado de um pôster.

### 2016–2018:Stancyke saída do baterista
Seu primeiro álbum completo, Stanczyk (スタンチク) foi as vendas em 15 de junho de 2016, após o lançamento do videoclipe de "Risley Circus" no canal oficial. Realizaram uma pequena turnê de aniversário da banda pelo Japão, começando por 9 de dezembro e terminando em 14 de janeiro, chamada "Zouka to Kalashnikov" (造花とカラシニコフ), assim como o nome de seu single posterior, lançado após "Yume Tarareba" (夢タラレバ), que incluiu uma remasterização de "Happy Halloween".
"Zouka to Kalashnikov" (造花とカラシニコフ) foi anunciado como single, em edição tipo A e tipo B como de costume, em um show junto com a banda Xaa-Xaa e depois um videoclipe oficial foi ao ar. Dadaism#3 foi lançado em 19 de abril de 2017 depois do videoclipe de "Masturbation", que se passa em uma festa.
Continuando com os temas sexuais, o Dadaroma também lançou o single "Pornograph" alguns meses depois.
A discografia da banda ficou disponível no iTunes em outubro de 2017, e em novembro, Dadaroma lançou o novo single ""Ii kusuri to, warui kusuri" (いいくすりと、わ)" com dois videoclipes que se contrastam entre si: "Ii Kusuri" apresenta uma atsmofera sombria e "Warui Kusuri" apresenta uma atsmofera gentil.
O álbum This Is "Live" foi anunciado para o dia 7 de março de 2018 e o videoclipe da música "The Kinky", com uma temática BDSM, foi ao ar em seu canal do YouTube, mas desta vez, somente uma pré-visualização. O próximo single foi "Boku Wa Android", a edição A possui o videoclipe da faixa título e a edição B uma faixa bônus.
O baterista Yusuke revelou em julho de 2018 que deixaria a banda por motivos de doença e o Dadaroma entrou em um hiato.

### 2018–2019: Japan Expo edadaism#4e#5
A banda terminou o hiato alguns meses depois, em outubro de 2018 com a entrada do novo baterista, Ryohei. Simultaneamente uma nova canção com videoclipe foi lançada, "Tululila" e o novo álbum, dadaism#4, no tipo A com 6 faixas e um DVD e o tipo B com 7 faixas, foi anunciado para 14 de novembro. Também realizaram uma turnê pelo Japão, DADAROMA IS BACK TOUR “go home”. No dia 7 de agosto perfomaram em Shibuya ao lado de diversas outras bandas. Em 17 de abril de 2019, começaram as vendas do novo single ""Dendroubium" (デンドロビューム)" e seu videoclipe em um clima psicodélico, com os membros cobertos de tinta fosforecente.
Depois de 5 anos de carreira, finalmente anunciaram seu primeiro show fora do Japão. Eles participaram do evento Japan Expo 2019 em Paris, com um show, duas performances acústicas, e outras sessões.
O anúncio do dadaism#5, que foi lançado em 13 de novembro de 2019, foi acompanhado do lançamento de um novo videoclipe, "Day By Day", gravado em uma praia. Em uma entrevista com a Live Japan Music, a banda disse que gostaria de fazer turnês fora do Japão em breve. A banda foi ranqueada em segundo lugar no ranking de artistas visual kei da JRock News. No ano seguinte, voltou a aparecer no ranking, dessa vez na oitava posição.

### 2020: Encerramento das atividades
Em 10 de fevereiro de 2020, a banda anunciou em seu site oficial que lançará um novo single em 15 de abril, intitulado "Mr. Terrorman (ミスター・テロルマン)". Como de costume, foi impresso um tipo A e um tipo B, o primeiro com um DVD, e o segundo com uma faixa adicional. Shows de lançamento do single foram realizados em março de 2020, acompanhado de outras bandas, como gulu gulu.
Um segundo hiato indeterminado foi anunciado em 16 de março de 2020, após um show de comemoração de aniversário do guitarrista Takashi. A próxima turnê「POINT OF NO RETURN」seria a última, começando no dia 14 de abril e terminando no dia 20 de maio em comemoração ao aniversário do vocalista Yoshiatsu. No entanto, devido a pandemia de COVID-19, todos os shows foram cancelados. 
Dadaroma fez sua última apresentação ao vivo de forma digital em 20 de maio de 2020 no YouTube.

Apesar do anúncio de hiato, o vocalista Yoshitasu e o guitarrista Takashi confirmaram em seu blog oficial que a banda na verdade estava encerrando as atividades definitivamente, porém a gravadora os ordenou a anunciar como um hiato.
| “           | Dadaroma decidiu encerrar uma longa história de 5 anos [...] Eu fui quem decidiu o fim do Dadaroma. Pessoalmente, eu já desenhei todas as figuras que eu podia neste caderno de desenhos chamado DDadaroma. Acredito que usei todas as cores possíveis para pintar este caderno de desenhos chamado Dadaroma. [...] No futuro, eu seguirei minha existência cantando enquanto as pessoas quiserem me ouvir. [...] | ” |
| — Yoshiatsu | |   |

### 2021–presente: pós-Dadaroma
O vocalista Yoshiatsu anunciou seu novo projeto em setembro de 2021, a banda Fukuro (梟). Ao mesmo tempo, ele escreveu uma carta contando mais sobre o fim do Dadaroma. Logo depois, Tomo e Takashi se uniram a Ryouta e Rio e anunciaram a formação de seu novo grupo em 31 de outubro, o The Madna.

## Estilo musical e visual
Dadaroma foi uma banda de visual kei, movimento do rock japonês onde os músicos apresentam ênfase na aparência. Sua musicalidade incluiu o metalcore, e o estilo temático da banda foi descrito como eroguro e com influências do movimento dadaísmo, ou seja, incorporando elementos surreais em sua temática.
O guitarrista Takashi era o responsável pela composição e letra de todas as canções.

## Membros
- Yoshiatsu (よしあつ) – vocais (2014–2020)
- Takashi (太嘉志) – guitarra (2014–2020)
- Tomo (朋) – baixo (2014–2020)
- Ryohei (諒平) – bateria (2018–2020)

### Ex-membros
- Yusuke (裕介) –  bateria (2014–2018)

## Discografia
Álbuns de estúdio
| Título                | Lançamento              | Posição na Oricon Albums Chart |
| --------------------- | ----------------------- | ------------------------------ |
| dadaism#1             | 21 de fevereiro de 2015 | –                              |
| dadaism#2             | 13 de janeiro de 2016   | 114                            |
| Stanczyk (スタンチク) | 15 de junho de 2016     | 40                             |
| dadaism#3             | 19 de abril de 2017     | 33                             |
| This is “LIVE"        | 7 de março de 2018      | 30                             |
| dadaism#4             | 14 de novembro de 2018  | 41                             |
| dadaism#5             | 13 de novembro de 2019  | 44                             |

Singles
| Título                                                  | Lançamento             | Posição na Oricon Singles Chart |
| ------------------------------------------------------- | ---------------------- | ------------------------------- |
| "Ame no Waltz" (雨のワルツ)                             | 15 de julho de 2015    | 100                             |
| "Saishuu Densha" (最終電車)                             | 2 de setembro de 2015  | 165                             |
| "Happy Halloween"                                       | 1 de outubro de 2015   | –                               |
| "Neji" (螺子)                                           | 19 de março de 2016    | –                               |
| "Yume Tarareba" (夢タラレバ)                            | 14 de setembro de 2016 | 45                              |
| "Zōka to Kalashnikov" (造花とカラシニコフ)              | 7 de dezembro de 2016  | 69                              |
| "Pornograph" (ポルノグラフ)                             | 12 de julho de 2017    | 39                              |
| Ii Kusuri to, Warui Kusuri (いいくすりと、わるいくすり) | 1 de novembro de 2017  | 43                              |
| "Boku wa Android" (僕はアンドロイド)                    | 18 de julho de 2018    | 31                              |
| "Dendrobium" (デンドロビューム)                         | 17 de abril de 2019    | 27                              |
| "Mr. Terrorman" (ミスター・テロルマン)                  | 15 de abril de 2020    | 72                              |